# 論理和の消去
論理和の消去(ろんりわのしょうきょ、英: Disjunction elimination)(論理積の除去、選言削除則、{\displaystyle \lor }-除去則は、命題論理における妥当性のある推論規則のひとつである。この規則を用いることによって、論理式の証明から論理和を削除することができる。もし命題「{\displaystyle P}」から命題「{\displaystyle Q}」が導き出され、かつ命題「{\displaystyle R}」からも命題「{\displaystyle Q}」が導き出されるとき、「{\displaystyle P}もしくは{\displaystyle R}」のいずれかが真である場合に、「{\displaystyle Q}」が真となるという推論規則である。PもしくはRのうち少なくとも一方が正しく、QであるためにはPとRのうちどちらかが正しければよいから、Qは正しい、ということである。例えば、下記の例が挙げられる。
もし私が屋内にいれば、私は財布を持っている。
もし私が屋外にいれば、私は財布を持っている。
私は屋内にいるか、屋外にいるかのどちらかである。
したがって、私は財布を持っている。
この規則は、下記のように記述することができる。
{\displaystyle {\frac {P\to Q,R\to Q,P\lor R}{\therefore Q}}}
ここで、命題「{\displaystyle P\to Q}」、命題「{\displaystyle R\to Q}」、命題「{\displaystyle P\lor R}」が証明のなかのどの行に出てきても、その後の行において、 命題「{\displaystyle Q}」を示すことができるものとされている。

## 形式的な記法
論理和の削除の推論規則は、シークエントの記法では、
{\displaystyle (P\to Q),(R\to Q),(P\lor R)\vdash Q}
と表すことができる。ここで、「{\displaystyle \vdash }」は、ある論理の形式体系において、命題「{\displaystyle Q}」が、「{\displaystyle P\to Q}」・「{\displaystyle R\to Q}」・「{\displaystyle P\lor R}」の論理的帰結であることを表す、メタ言語の記号である。
この推論規則はまた、命題論理における真理関数のトートロジーもしくは定理として、
{\displaystyle (((P\to Q)\land (R\to Q))\land (P\lor R))\to Q}
と表される。